# Peter Hummrich
Peter Hummrich (* 4. Dezember 1929 in Lüdenscheid; † 10. Februar 2000 in Ludwigshafen am Rhein) war ein deutscher Journalist und Politiker (SPD). Er war 30 Jahre Mitglied des Stadtrates von Ludwigshafen am Rhein.

## Ausbildung und Beruf
1948 wurde Peter Hummrich gemeinsam mit Jockel Fuchs, dem späteren Chefredakteur und Mainzer Oberbürgermeister, Volontär bei der sozialdemokratischen Tageszeitung „Die Freiheit“ in Mainz. 1949 wechselte er als Lokalchef in die Redaktion in Ludwigshafen am Rhein. Nach der Einstellung der „Freiheit“ 1966 war Peter Hummrich bis 1971 als Lokalchef für die Südwestdeutsche Allgemeine Zeitung (AZ) tätig. Von 1951 bis 1966 arbeitete er zusätzlich freiberuflich für die Deutsche Presse-Agentur. Als Leiter baute er ab 1972 die Pressestelle des VDE in Frankfurt am Main auf. 1977 wechselt er in die Leitung der Informations- und Pressestelle der Technischen Werke Ludwigshafen (TWL) sowie der Verkehrsbetriebe Ludwigshafen am Rhein (VBL). Auf Peter Hummrich geht unter anderem das Kundenmagazin „Kurier“ zurück.

## Politik
1947 trat Peter Hummrich in die SPD ein. Dort zeichnete er sich besonders als Mitglied sämtlicher Wahlkampfleitungen in Ludwigshafen am Rhein zwischen den 1960er und 1990er Jahren aus. Er arbeitete dabei maßgeblich an allen kommunalen Wahlprogrammen mit. Ab 1964 gehörte Peter Hummrich dem Vorstand des Ortsvereins Ludwigshafen-Mitte an, dessen 1. Vorsitzender er später wurde. Von 1964 bis 1994 war er Stadtratsmitglied und bis 1990 Pressereferent der SPD-Fraktion. Zu seinen politischen Weggefährten zählten unter anderen der ehemalige Ludwigshafener Oberbürgermeister Werner Ludwig und Hans Bardens (MdB), mit denen er auch privat freundschaftlich verbunden war.

## Ehrenämter
Von 1961 bis kurz vor seinem Tod 2000 wirkte er als ehrenamtlicher Richter am Verwaltungsgericht Neustadt an der Weinstraße.

## Ehrungen
Peter Hummrich war Träger des Ehrenrings der Stadt Ludwigshafen am Rhein und der Ehrennadel in Gold des Schaustellergewerbes in Ludwigshafen. Die ihm durch den rheinland-pfälzischen Minister des Inneren und des Sportes Walter Zuber verliehene Freiherr-vom-Stein-Plakette gab er aus Protest gegen die Benachteiligung Ludwigshafens durch den interkommunalen Finanzausgleich zurück.